# Печать Невады
Большая печать штата Невада — один из государственных символов штата Невада, США. 31 октября 1864 года президентом Авраамом Линкольном Невада была провозглашена штатом. 24 февраля 1866 года был принят новый девиз штата: «All for Our Country» (англ. «Всё для нашей страны»). На печати изображены шахта, вагонетка с рудой и кварцевая мельница у горы. Сноп, серп и плуг на переднем плане представляют сельское хозяйство, заснеженная вершина с поднимающимся солнцем символизирует красоту природы региона. Внутренний круг печати несёт в себе девиз штата, и изображение 36 звёзд — Невада была 36 штатом США.